# Rehmannia henryi
Rehmannia henryi är en snyltrotsväxtart som beskrevs av N. E. Brown. Rehmannia henryi ingår i släktet Rehmannia och familjen snyltrotsväxter. Inga underarter finns listade i Catalogue of Life.

## Bildgalleri

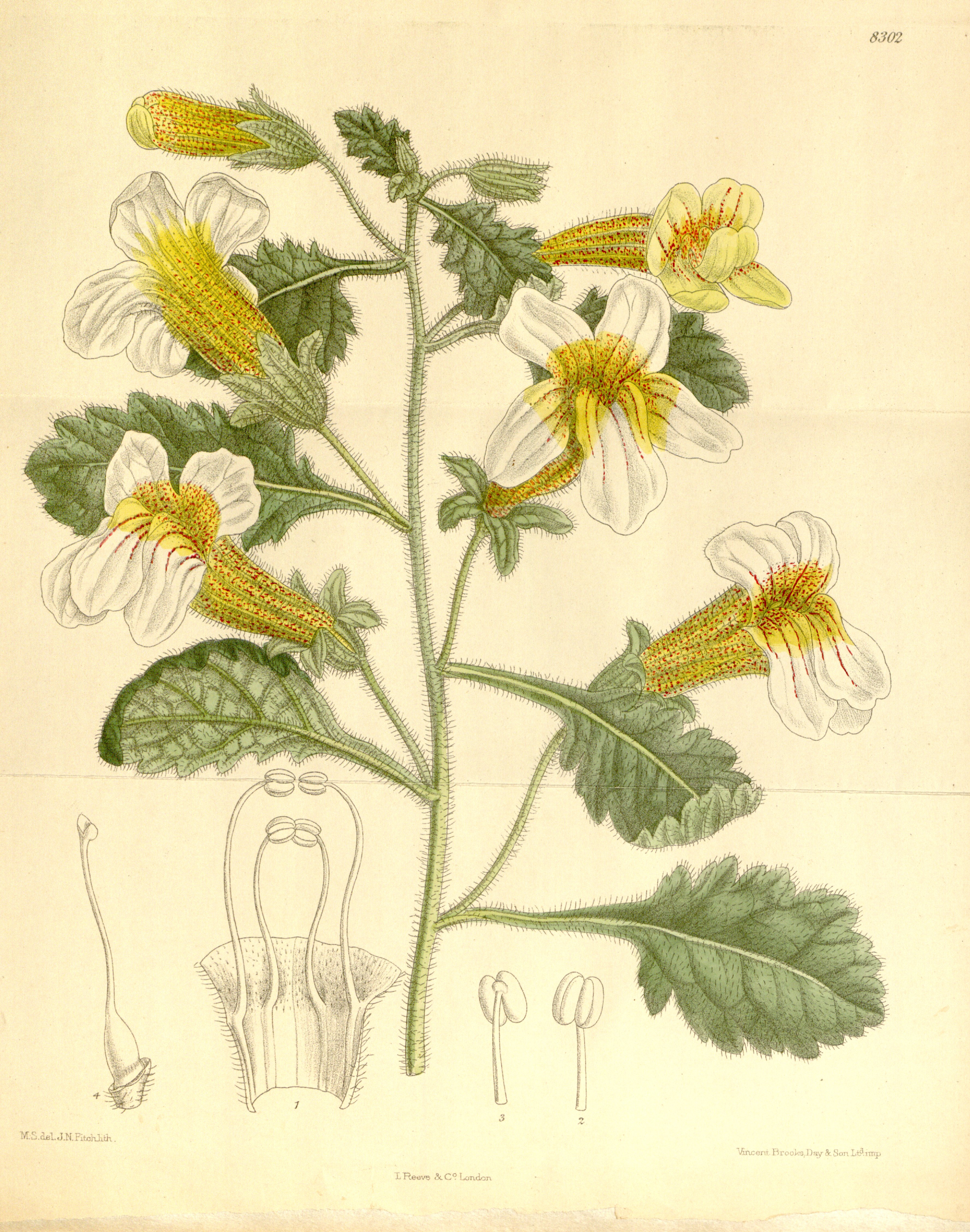